# SP-563
A SP-563 é uma rodovia transversal do estado de São Paulo, administrada pelo Departamento de Estradas de Rodagem do Estado de São Paulo (DER-SP).

## Denominações
Recebe as seguintes denominações em seu trajeto:
	Nome:		Euclides de Oliveira Figueiredo, Rodovia
- De – até:	 SP-613 (Teodoro Sampaio) – SP-300 (Andradina)
- Legislação:		LEI 2.989 DE 16/09/81

	Nome:		Sem denominação
- De – até:	 Andradina – Aparecida d'Oeste

	Nome:		Euphly Jalles, Rodovia
- De – até:	 Aparecida d'Oeste – SP-463 (Jales)
- Legislação:		LEI 2.137 DE 05/10/79

## Descrição

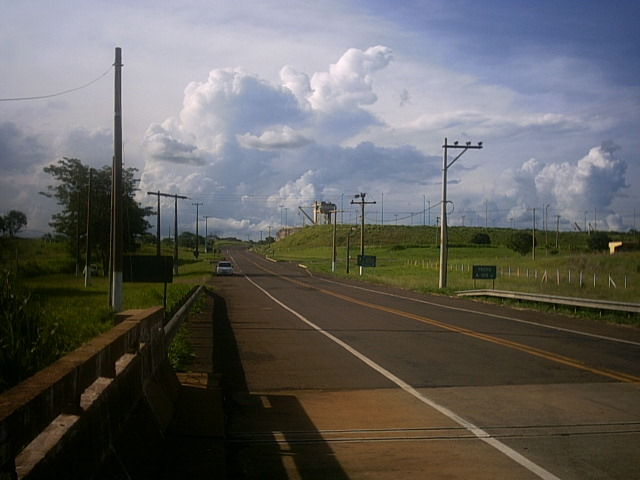
Trecho da SP-563 em Pereira Barreto.

Principais pontos de passagem: SP 000/563 (Teod. Sampaio) - Andradina - Usina Três Irmãos - SP 310 / Aparecida d'Oeste - SP 463

### Trechos
Rodovia Euclides de Oliveira Figueiredo
Trecho de rodovia localizada entre os quilômetros km.0+000m ao 231+480m, de Teodoro Sampaio até Andradina, num total de 231.480m de extensão.
Rodovia Euphly Jalles
Trecho de rodovia localizado entre os quilômetros km.310+110m e km.353 da SP-563.

## Características

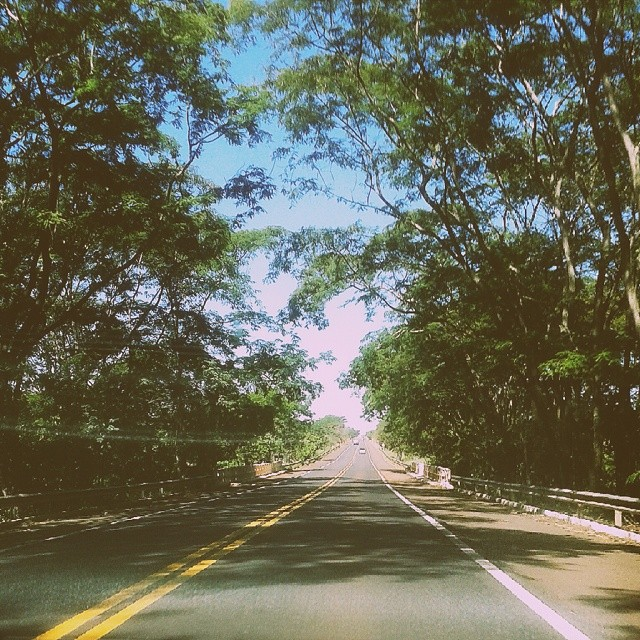
Trecho da SP-563 em Andradina.

### Extensão
- Km Inicial: 0,000
- Km Final: 353,000

### Localidades atendidas
- Teodoro Sampaio
- Mirante do Paranapanema
- Cuiabá Paulista
- Marabá Paulista
- Piquerobi
- Presidente Venceslau
- Dracena
- Jamaica
- Tupi Paulista
- Monte Castelo
- Nova Independência
- Andradina
- Pereira Barreto
- Suzanápolis
- Aparecida d'Oeste
- Marinópolis
- Palmeira d'Oeste
- São Francisco
- Jales